# Salimbene

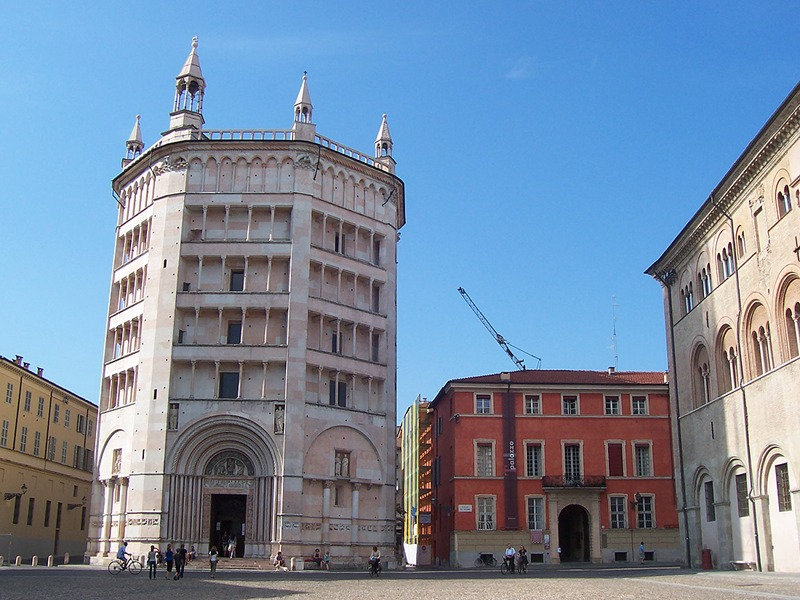
Batistério de São João na Piazza Duomo em Parma. O edifício vermelho da direita foi substituído pela casa Salimbene no século XIII

Salimbene di Adam ou Salimbene de Parma (Parma, 9 de outubro de 1221 – San Polo d'Enza, c. 1290) foi um frei franciscano e importante historiador que registrou a história da Itália e França no século XIII. Seu nome de batismo é Ognibene di Guido di Adamo.

## Biografia
Salimbene nasceu em 9 de Outubro de 1221 e morreu circa 1290 em Parma na Itália, filho de Guido di Adam, rico morador de Parma que lutou nas cruzadas. Contrariando os desejos paternos, Salimbene filiou-se aos Franciscanos em 1238 no convento de Fano (na costa do mar Adriático), mas nunca ocupou cargo de relevância na ordem. Seu pai repetidas vezes tentou retirá-lo da ordem Franciscana à força. Salimbene foi transferido entre muitos conventos, dentre os quais Pisa, Lião (1247), Paris, Ferrara (1249 a 1256), Cremona, Troyes, Florença, Ravena, Gênova (1249), Régio e Montefalcone (mosteiro em San Polo d'Enza), onde provavelmente faleceu com cerca de 70 anos de idade.

## Escritos
Sabe-se que uma parcela significativa da obra de Salimbene se perdeu. O mais importante dos seus trabalhos que sobreviveu são as crônicas organizadas por data (Chronicon), que documentam o período entre 1167 e 1287. Essa obra foi iniciada em 1282, mas começa descrevendo a fundação de Alessandria no norte da Itália (Lissandria no dialeto Piemontês) um século antes. Salimbene trabalho na Cronica até sua morte. O manuscrito foi descoberto no século XVIII e transferido para a biblioteca do Vaticano, onde ainda se encontra.
Salimbene também escreveu "As Doze Calamidades do Emperador Frederico II" (XII scelera Friderici imperatoris). Essa obra é escrita no estilo Exempla, sob a perspectiva de um servo, registrando as falhas do imperador. Desenvolvendo um paralelo algo forçado entre as dez pragas descritas no livro do Êxodo e dez atitudes do imperador, Salimbene conclui com um dito popular entre os cruzados: "Ele (Frederico II) teria sido um excelente governante, se fosse cristão".

### Edições doCronica
- (LA) Chronica fr. Salimbene parmensis ordinis minorum ex codice bibliothecae Vaticanae nunc primum edita, Parmae: ex offina Petri Fiaccadorii, 1857
- Cronaca di fra Salimbene parmigiano dell'ordine dei Minori, popularizada por Carlo Cantarelli na única edição de 1857; acompanhado de notas e um extenso índice por assunto, Parma: L. Battei, 1882
- (LA) Cronica fratris Salimbene de Adam ordinis Minorum, edidit Oswaldus Holder-Egger (Monumenta Germaniae historica. Scriptores XXXII), Hannoverae et Lipsiae, 1905-1913 (re. 1963)
- Fra' Salimbene, La Cronaca, editado por Giuseppe Pochettino; com ilustrações de Attilio Razzolini, Sancasciano Val di Pesa: Soc. Ed. Toscana, 1926
- Salimbene da Parma, Cronica, editado por Ferdinando Bernini, 2 vols. Bari: G. Laterza and Sons, 1942
- Salimbene de Adam, La cronaca, versão de Giuseppe Tonna, Milão: Garzanti, 1964
- Salimbene de Adam, Cronica, nova ed. crítica, editada por Giuseppe Scalia, Bari: Laterza, 1966
- Salimbene da Parma, La cronaca, editado por Nino Scivoletto, Florença: A nova Itália, 1966
- (IN) The Chronicle of Salimbene de Adam, ed. Joseph L. Baird, Giuseppe Baglivi e John Robert Kane, Binghamton, Nova York: Centro de estudos medievais e do renascimento, 1986
- Salimbene de Adam da Parma, Cronaca, tradução de Berardo Rossi, Bologna: Radio Tau, 1987
- Salimbene da Parma. Storia di Santi, di Profeti e di ciarlatani; traduzione, introduzione e note a cura di Vittorio Dornetti, Xenia: Milão 1989.
- Salimbene de Adam, Cronaca (traduz. di Giuseppe Tonna), com introdução de Mario Lavagetto, Diabasis: Reggio Emilia 2001 (2ª ed. 2006)
- (LA, IT) Salimbene de Adam, com curadoria de Claudia Sebastiana Nobili; introdução de Mario Lavagetto; contém a transcrição da Crônica, baseada no ms. Vat. Lat. 7260 (Cem livros por mil anos), Roma: Instituto Poligráfico e Casa da Moeda do Estado, 2002
- (LA, IT) Salimbene de Adam da Parma, Cronica, texto latino editado por Giuseppe Scalia; traduzido por Berardo Rossi, 2 vols., Parma 2007

## Influência
A perambulação por várias cidades proporcionou a Salimbene rico material para documentar vividamente o quotidiano político e eclesiástico de seu tempo. Seu trabalho documenta o ambiente político na poderosa ordem Franciscana. Em suas muitas viagens, Salimbene conheceu importantes figuras contemporâneas, tais como o imperador Frederico II do Sacro Império Romano-Germânico, Luís IX da França e o papa Inocêncio IV. Salimbene foi seguidor das ideias apocalípticas de Joaquim de Fiore, e muitos dos seus escritos apresentam ideias de numerologia. Pela riqueza de detalhes e pela fidedignidade do material primário, Salimbene é importante fonte referencial sobre a história da Itália e França no período.

## Referência
1. 1 2  «Salimbene Di Adam | Italian historian». Encyclopedia Britannica (em inglês). Consultado em 4 de outubro de 2021
2. ↑  Salimbene (1911). In Encyclopædia Britannica, edição de 1911. Acessado em 1 de agosto de 2009 em 1911encyclopedia.org Arquivado em 24 de julho de  2008, no Wayback Machine.
3. ↑  SCALIA, G.; Scrittori d'Italia, Bari 1966.
4. ↑  BERNINI, F.; Scrittori d'Italia, 1942
5. ↑  A. BERTANI, A,; Parma, 1857.
6. ↑  HOLDEREGGER, O.;  Monumenta Germaniae historica. Scriptores, Band xxxii, Hanover, 1905.
7. ↑  ABULAFIA, David; Frederick II: A Medieval Emperor, Oxford 1988.
8. ↑  COULTON, G.C.; From St Francis to Dante: translations from the chronicle of the Franciscan Salimbene, Londres, 1907.